# Héraldique française
L’héraldique française a une histoire qui remonte au XIe siècle. Similaire à l'héraldique britannique ou allemande, elle possède néanmoins quelques traits caractéristiques.
La terminologie française du blasonnement issue du franco-normand médiéval se retrouve dans d'autres langues, principalement l'anglais.

## Caractéristiques
L'héraldique française suit les règles générales de l'héraldique européenne, avec quelques caractéristiques. Ainsi, il n'y a par exemple pas de règle précise qui associe les tenants à certains titres ou rangs et ils sont d'ailleurs moins fréquents qu'en héraldique britannique ou allemande. En revanche, les devises sont fréquentes et elles sont même parfois associées à des cris de guerre. Les brisures ne sont appliquées aux cadets que dans les grandes maisons.
Les émaux les plus utilisés sont azur et gueules, plus rarement sable et sinople, très rarement pourpre.
Le vocabulaire français du blasonnement est riche, voire redondant : on distingue par exemple le lion du lionceau (à partir de trois lions, sans pour autant changer de forme), le lion « rampant » du chat « effaré » (alors qu'ils sont dans la même position), etc.
On appelle écu français ancien l'écu à pointe inférieure en ogive, l'arrondi partant un peu au-dessus du milieu des flancs. L'écu français moderne, dit « en accolade »; a la forme d'un rectangle dont les angles inférieurs sont arrondis en quart de cercle, la pointe étant formée par la jonction de deux quarts de cercles de même dimension que les arrondis. Toutefois ces deux formes ne constituent pas les seules utilisées en héraldique française (d'autres formes ont été utilisés au cours des siècles) et malgré le nom qu'on leur donne en France, ne sont pas spécifiques à ce pays.

De France moderne sur un écu français ancien.
De France moderne sur un écu français moderne.

### Couronnes
Les couronnes en héraldique française sont les suivantes :

Baron
Vidame
Vicomte
Comte
Comte et pair de France
Marquis
Marquis et pair de France
Duc
Duc et pair de France
Prince du sang
Fils de France
Dauphin
Roi

Attention : Jusqu'au XIXe siècle l'utilisation de ces couronnes n'était pas rigoureuse. Fréquemment un simple seigneur utilisait dans ses armoiries une couronne dite « de marquis » et un marquis celle dite « de duc ». De plus avant le XIXe siècle la coiffe de la couronne était rarement représentée dans les armoiries; le manteau était un attribut plus fréquent pour les pairs de France. Il convient donc de ne pas accorder une trop grande importance aux couronnes pour identifier un blason datant d'avant la Révolution.

### Héraldique napoléonienne
Le 1er mars 1808, Napoléon Ier crée une Noblesse d'Empire dont le règlement héraldique est différent de celui appliqué sous l'Ancien Régime.
Hormis la famille impériale et les princes souverains, les armoiries ne portent plus de couronne mais des toques. Les fonctions civiles ou militaires ne sont plus indiqués par des ornements extérieurs mais par des pièces directement sur l'écu.

### Ordres de chevalerie
Les principaux ordres de chevalerie sous l'Ancien Régime sont l'ordre du Saint-Esprit et l'ordre de Saint-Michel. À partir du Premier Empire, est créé l'ordre de la Légion d'honneur.
Sur les armoiries, l'appartenance à un ordre se marque par un collier disposé derrière l'écu.

Collier de l'ordre du Saint-Esprit
Collier de l'ordre de Saint-Michel
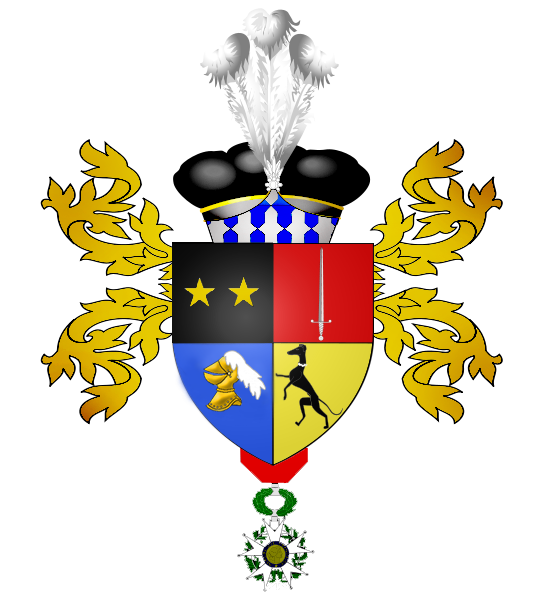
Armoiries de Jean-Baptiste Arnaud avec la croix de l'ordre de la Légion d'honneur (héraldique napoléonienne)

## Statut légal
L'adoption et l'usage d'armoiries ont fait l'objet de différents textes de loi ou décisions de justice au cours de l'histoire.
En 1283, Philippe III interdit par édit aux roturiers de timbrer leurs armoiries. En 1447, Charles VII autorise les familles nobles à changer d'armoiries mais, 1555, une ordonnance tente de l'interdire : le Parlement refuse de l'enregistrer.
En 1696, un édit crée un « Dépôt public des armes et blasons du Royaume » : les porteurs d'armoiries, individus nobles ou non, corporations, communes, etc., sont tenus de faire enregistrer leurs armes sous peine d'amende. Toute modification d'armes doit également être enregistrée.
Dans sa séance du 19 juin 1790, l'Assemblée constituante décréta la suppression de la noblesse et ses symboles, des titres, des fiefs, des ordres de chevalerie, des livrées, etc. Les armoiries furent assimilées à des « signes de féodalité » et donc abolies. 
À la Révolution, une série de décrets de la Convention nationale abolit les armoiries royales, ordonne la destruction des « signes de féodalité » et punit « tous citoyens français qui porteraient les marques distinctives abolies ».
Sous le Premier Empire, les armoiries des personnes sont celles fixées par la lettre patente d'anoblissement. En 1809, les villes retrouvent le droit d'obtenir des armoiries. À la Restauration, les armoiries continuent d'être concédées par les autorités.
En 1842, une loi supprime toute pénalité contre les usurpateurs d'armoiries. À partir de la Troisième République, l'État ne concède plus d'armoiries et plusieurs décisions de justice viennent encadrer leur statut :
- tribunal civil de Marseille en 1888 : « Le nom patronymique et les armoiries constituent pour la famille qui les possède une véritable propriété »[3] ;
- cour d'appel de Paris, 20 décembre 1949 : « les armoiries (...) sont (...) des marques de reconnaissance accessoires du nom de famille auquel elles se rattachent indissolublement, que cette famille soit noble ou non. Il s'ensuit que les armoiries sont l'attribut de toute la famille et qu'elles jouissent de la même protection que le nom lui-même, et que les tribunaux judiciaires compétents pour examiner les litiges relatifs aux noms patronymiques sont également compétents pour connaître des contestations qui peuvent être soulevées au sujet des armoiries »[3].
- en 1988, le tribunal de grande instance de Paris déboute Henri d'Orléans, comte de Paris, sur sa demande d'interdire à Alphonse de Bourbon, duc d'Anjou (tous deux prétendants concurrents au trône de France) le port des armes pleines « d'azur à trois fleurs de lys d'or en position deux et un »[3].

Depuis une décision du 4 février 2015, la Commission nationale d'héraldique peut rendre un avis sur les projets héraldiques et recueillir les armoiries des personnes morales et physiques qui en font la demande. Depuis début 2021, cette disposition est réduite aux personnes morales telles que les communes.

## Armoiries de la France
Depuis l'avènement de la Troisième République, la France ne dispose plus d'armoiries en tant que telles. Les symboles utilisés reprennent généralement un faisceau de licteurs, les lettres « RF » et des rameaux de chêne et d'olivier. Les couleurs nationales sont aussi utilisées, formant un blason qui se lit: Tiercé en pal, d'azur, d'argent et de gueules (mais non officiel).

Armoiries du royaume de France.
Armoiries de l'Empire français.
Armoiries sous la monarchie de juillet.
Emblème utilisé aux Nations unies.
Emblème utilisé sur les passeports français.
Couleurs du drapeau français disposées sur un écu, visible sur certains bâtiments.

## Armoiries des collectivités territoriales
Au Moyen Âge, la possession d'armoiries est un privilège réservé aux communes qui ont obtenu du seigneur dont elles dépendent des lettres de liberté ou de franchise qui leur donnent une personnalité juridique. Le blason est alors le symbole de l'autorité de la commune et de ses actes.
L'édit de 1696, qui impose l'enregistrement des armoiries, s'applique également aux communes. Il s'accompagne de la création de blasons pour les villes qui n'en possédaient pas.
La Révolution supprime les armoiries des communes mais celles-ci sont rétablies par le Premier empire. De nouvelles armoiries sont alors créées, conformément à l'héraldique napoléonienne, mais celles-ci restent peu employées. Un décret du 17 mai 1809 édicte alors un ensemble de prescriptions dans l'ordre des couronnes murales, les signes distinctifs et les ornements extérieurs. Bien que non prescriptif aujourd'hui, ce décret reste la référence pour les armoiries communales.
L'Empire recrée également un statut honorifique de bonne ville, confirmé en 1821 pour quarante villes qui, de ce fait, ont le droit de porter un chef d'azur fleurdelisé d'or.
En 1884, la loi laisse aux conseils municipaux l'entière souveraineté en matière d'armoiries. Le 14 décembre 1999, le ministère de la Culture et de la Communication a créé une commission nationale d'héraldique au sein des Archives de France « chargée de donner un avis sur les projets héraldiques émanant des collectivités territoriales » et une circulaire de juillet 2001 rappelle les principales règles à suivre par les collectivités territoriales en matière d'héraldique.

Couronne murale de commune.
Couronne murale de chef-lieu de département.
Couronne murale de la capitale.

Ainsi, la couronne murale, prescrite par Napoléon Ier, reste le symbole traditionnel des communes. De sept tours pour les villes de premier ordre et de cinq pour celles de second ordre, le nombre passe après l'Empire à cinq pour la capitale Paris, quatre pour les chefs-lieux de département et trois pour les autres communes.
Les communes qui ont reçu des décorations, notamment à l'occasion de guerres, les portent sur leurs armoiries.

Les armoiries de Paris comportent une couronne murale à cinq tours (en tant que capitale), un chef fleurdelisé (en tant que bonne ville) et les décorations reçues par la commune: Légion d'honneur, Croix de guerre de 1914-1918 et ordre de la Libération.
Les armoiries de Lyon sous le Premier Empire : les fleurs de lys sont remplacées par des abeilles, la couronne murale a les sept tours des villes de premier ordre.
Toutes les communes ne respectent pas les recommandations en matière d'armoiries : sur les armoiries de Marseille, la couronne murale a cinq tours (au lieu de quatre pour les chefs-lieux de département).

Hormis les communes, les départements et les régions peuvent également adopter des armoiries. Toutefois, ils sont peu à le faire et la plupart utilise des logotypes. Au XXe siècle, l’héraldiste Robert Louis a élaboré des blasons pour les départements en s'inspirant des armoiries des anciennes provinces françaises, mais la plupart d'entre eux n'ont pas de reconnaissance officielle.

Le Finistère utilise son blason comme logo[7].
Le blason adopté en 1975 par le conseil général de la Corrèze[8].
Le Conseil régional d'Alsace a créé un blason qui figurait sur les plaques d'immatriculation.
La région Provence-Alpes-Côte d'Azur utilise comme logo un blason composé des armes de Provence, du Dauphiné et du comté de Nice.